# メジャークラフト
メジャークラフトは、大阪府大阪市にある日本の釣竿や釣り具などの製造メーカーである。

## 沿革
- 2002年2月 - ダイコー株式会社を退社した森津義夫がメジャークラフトを立ち上げる。
- 2002年5月 - メジャースティック発売。
- 2006年10月22日 - 本社を中央区南船場から久太郎町に移転。[1]
- 2011年9月13日 - ベトナム工場設立。[2]
- 2012年9月19日 - 10周年記念モデル「クロスライド」が発売。
- 2013年1月 - 輸出向けのハードルアー「ZONERシリーズ」が発売。ルアー事業に参入。
- 2013年4月25日 - 10周年記念モデル「MS-X」が発売。
- 2013年12月26日 - メジャークラフトワークスブランドが始動。第一弾としてトルザーが発売。
- 2014年4月26日 - メタルジグ「ジグパラ」を発売。国内においてもルアーの販売を開始する。

## 概要
かつてダイコーの役員をしていた森津義夫が立ち上げたメーカーである。
開業当初は価格を抑えるため初年度入社の4名でほぼすべての業務をこなし人件費を抑え、海外で製造することにより価格を抑えていた。これにより、当時の同価格帯の製品に比べワンランク上の物を供給することに成功した。市場の低価格帯の製品の底上げに貢献したメーカーである。
創業して初めて発売されたメジャースティックは、アメリカのメーカー等のロッド開発に携わる者(広告やホームページではMr.Xと紹介されていた)が設計を担当したが、その後に発売されたDAYS以降は川上が設計を担当する。
2008年4月には、かつてダイコーでカリスマスティック等のブランクスの開発担当であった久本圭が入社しブランク設計を担当するようになり、ブランク設計技術が国内製造メーカーレベルまで高まる。
また、スポーツザウルスに在籍していた石塚 恒が、2008年に入社し、トラウト関連の製品が充実した。
幅広い価格帯の釣竿をラインナップしており、低価格なバスパラ、ソルパラ、トラパラなどのeconomy classから上位モデルのアライバル、ソルシア、ハンタウェイ、パンドラ、アレキサンダーなどのMaster Grade、さらに上位モデルのメジャークラフトワークス(MCW)モデルまで細かくグレードが設定されている。
釣り竿は基本的に中国の工場に生産を委託しているが、2011年にベトナムに自社の釣り竿製造工場を建設している。また、製造は海外で行っているが、扱っている素材は三菱レイヨンや東レのカーボンプリプレグ、富士工業のガイドなど国産の物を使用している。
また、ベトナム工場では他社の釣り竿の生産も請け負っている。
輸出専用モデルも存在し、ロシア向けのTerrier、Rizer、Restiveやアメリカ向けのNANOACEの他に、TURELやZONERなどを展開している。

## 製品のネーミング
製品のネーミングには遊び心を持ったものもいくつか存在し、メジャークラフトの釣竿ということから「メジャースティック」やライカル、ソルパラといった聞きなじみのあるような造語を使用している。

## 事業所
- 本社
- ベトナム工場(釣り竿製造)